# Distrito de Cantagalo
Cantagalo es un distrito de Santo Tomé y Príncipe. Su capital es Santana. Mide 119 km², es el cuarto distrito con mayor población, con 18.194 habitantes estimados en el 2012.
Posee escuelas o colegios (colegio), un liceo (escuelas secundarias), un estadio, iglesias, playas, un pequeño puerto y unas pocas plazas (praças). 

## Evolución demográfica
- 1940: 7,854 (12.9% del total nacional)
- 1950: 8,568 (14.2% del total nacional)
- 1960: 9,758 (15.2% del total nacional)
- 1970: 9,697 (13.1% del total nacional)
- 1981: 10,435 (10.8% del total nacional)
- 1991: 11,433 (9.7% del total nacional)
- 2001: 13,258 (9.6% del total nacional)[1]
- 2008: 15,113 (est.)[1]
- 2012: 18,194[1]